# 友誼大街 (莫斯科)

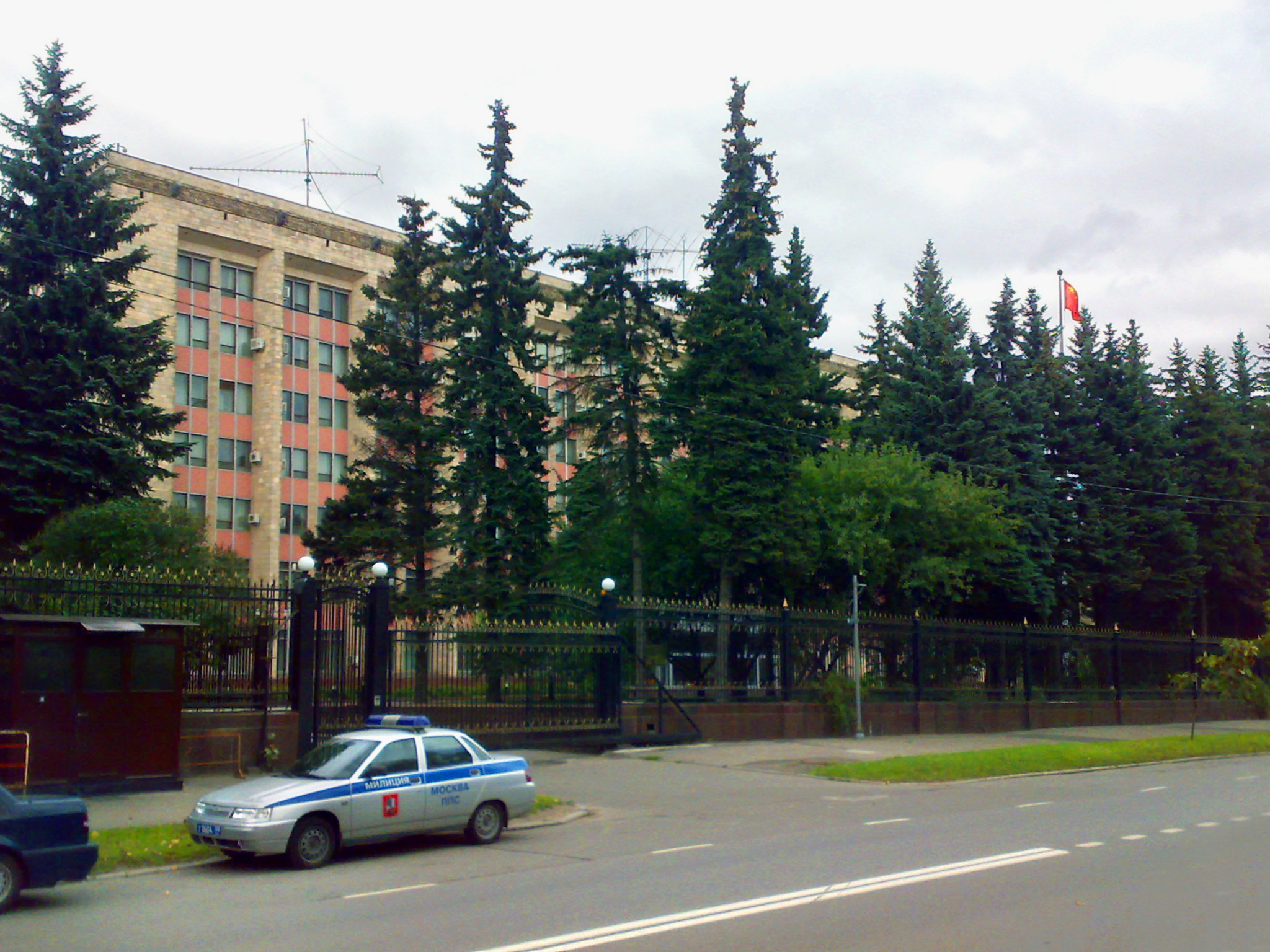
中國駐俄使館

友誼大街（俄语：у́лица Дру́жбы）是俄羅斯首都莫斯科西行政區拉緬基區一條街道。位於大學大街和羅蒙洛索夫大街之間。長900公尺。
1958年8月18日命名，以「紀念蘇聯人民和其他社會主義國家人民的友誼」。
中華人民共和國駐俄羅斯聯邦大使館位於本街的六號。